# TRNK (citidin32/guanozin34-2'-O)-metiltransferaza
TRNK (citidin32/guanozin34-2'-O)-metiltransferaza (EC 2.1.1.205, Trm7p) je enzim sa sistematskim imenom S-adenozil--metionin:tRNK (citidin32/guanozin34-2'-O)-metiltransferaza. Ovaj enzim katalizuje sledeću hemijsku reakciju
-adenozil--metionin + citidin32/guanozin34 u tRNK {\displaystyle \rightleftharpoons } -adenozil-L-homocistein + 2'-O-metilcitidin32/2'-O-metilguanozin34 u tRNK
Enzim iz Saccharomyces cerevisiae katalizuje formiranje 2'-O-metilnukleotida u pozicijama 32 i 34 kvaščane tRNKPhe, tRNKTrp i, verovatno, RNKLeu.

## Literatura
- Nicholas C. Price; Lewis Stevens (1999). Fundamentals of Enzymology: The Cell and Molecular Biology of Catalytic Proteins (Third изд.). USA: Oxford University Press. ISBN 019850229X.
- Eric J. Toone (2006). Advances in Enzymology and Related Areas of Molecular Biology, Protein Evolution (Volume 75 изд.). Wiley-Interscience. ISBN 0471205036.
- Branden C; Tooze J. Introduction to Protein Structure. New York, NY: Garland Publishing. ISBN 0-8153-2305-0.
- Irwin H. Segel. Enzyme Kinetics: Behavior and Analysis of Rapid Equilibrium and Steady-State Enzyme Systems (Book 44 изд.). Wiley Classics Library. ISBN 0471303097.

## Spoljašnje veze
- TRNA+(cytidine32/guanosine34-2'-O)-methyltransferase на 